# USA:s ambassadör i Norge
USA:s ambassadör i Norge (engelska: Ambassador of the United States to Norway, norska: USAs ambassadør til Norge) är chef för USA:s diplomatiska beskickning i Konungariket Norge. Beskickningschefens titel var minister fram till våren 1942, varefter titeln ambassadör togs i bruk. Under tysk ockupation var beskickningschefen stationerad i London, varifrån beskickningen återvände till Oslo i samband med befrielsen 1945.
Den förste ämbetsinnehavaren var samtidigt USA:s minister i Sverige och var stationerad i Stockholm på grund av den Svensk-norska unionen. I samband med unionsupplösningen 1905 fick denne även det separata uppdraget som USA:s minister i Norge i och med att USA då erkände Norge som en självständig stat.

## Ämbetsinnehavare
Nedanstående lista är en kronologisk förteckning över de som innehaft befattningen:
| Nr | Bild | Namn                                                              | Period    |
| -- | ---- | ----------------------------------------------------------------- | --------- |
| 1  |      | Charles H. Graves (minister; stationerad i Stockholm)             | 1905–1906 |
| 2  |      | Herbert H.D. Peirce (minister)                                    | 1906–1911 |
| 3  |      | Laurits S. Swenson (minister)                                     | 1911–1913 |
| 4  |      | Albert G. Schmedeman (minister)                                   | 1913–1921 |
| 5  |      | Laurits S. Swenson (minister)                                     | 1921–1930 |
| 6  |      | Hoffman Philip (minister)                                         | 1930–1935 |
| 7  |      | A.J. Drexel Biddle Jr. (minister)                                 | 1935–1937 |
| 8  |      | Florence Jaffray Harriman (minister)                              | 1937–1940 |
| 9  |      | A.J. Drexel Biddle Jr. (minister 1941–1942; stationerad i London) | 1941–1943 |
| 10 |      | Lithgow Osborne (stationerad i London 1944–1945)                  | 1944–1946 |
| 11 |      | Charles Ulrick Bay                                                | 1946–1953 |
| 12 |      | Lester Corrin Strong                                              | 1953–1957 |
| 13 |      | Frances E. Willis                                                 | 1957–1961 |
| 14 |      | Clifton R. Wharton                                                | 1961–1964 |
| 15 |      | Margaret Joy Tibbetts                                             | 1964–1969 |
| 16 |      | Philip K. Crowe                                                   | 1969–1973 |
| 17 |      | Thomas R. Byrne                                                   | 1973–1976 |
| 18 |      | William Anders                                                    | 1976–1977 |
| 19 |      | Louis A. Lerner                                                   | 1977–1980 |
| 20 |      | Sidney Rand                                                       | 1980–1981 |
| 21 |      | Mark Evans Austad                                                 | 1982–1984 |
| 22 |      | Robert D. Stuart                                                  | 1984–1989 |
| 23 |      | Loret Miller Ruppe                                                | 1989–1993 |
| 24 |      | Tom Loftus                                                        | 1993–1997 |
| 25 |      | David Hermelin                                                    | 1998–2000 |
| 26 |      | Robin Chandler Duke                                               | 2000–2001 |
| 27 |      | John D. Ong                                                       | 2002–2005 |
| 28 |      | Benson K. Whitney                                                 | 2006–2009 |
| 29 |      | Barry B. White                                                    | 2009–2013 |
| 30 |      | Samuel D. Heins                                                   | 2016–2017 |
| 31 |      | Kenneth Braithwaite                                               | 2018–2020 |
| 32 |      | Marc Nathanson                                                    | 2022–2024 |